# أنغيلو أوغبونا

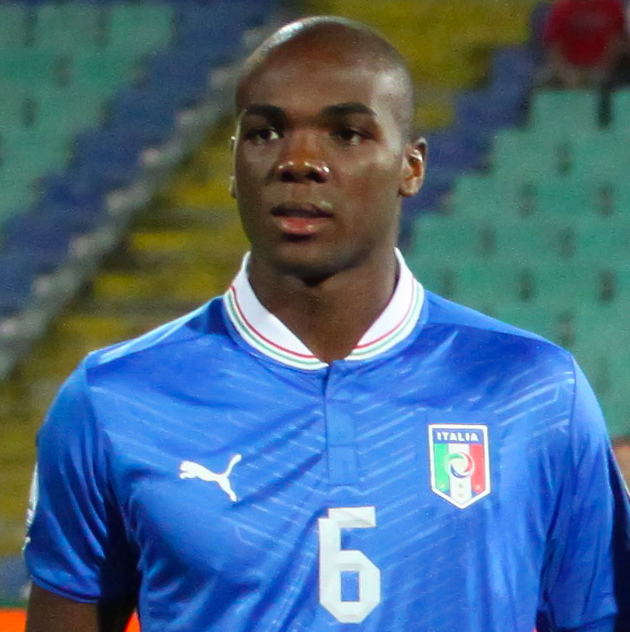

أوبينز أنغيلو أوغبونا (بالإيطالية: Obinze Angelo Ogbonna)‏ (مواليد 23 مايو 1988 في كاسينو، إيطاليا) هو لاعب كرة قدم إيطالي ذو أصول نيجيرية، يلعب مع نادي وست هام يونايتد في الدوري الإنجليزي الممتاز في مركز مدافع (كرة قدم)#قلب الدفاع.

## روابط خارجية
- أنغيلو أوغبونا على موقع الاتحاد الدولي (مؤرشف)  (الإنجليزية)
- أنغيلو أوغبونا على موقع الاتحاد الأوربي (الإنجليزية)
- أنغيلو أوغبونا على موقع إي إس بي إن إف سي (الإنجليزية)
- أنغيلو أوغبونا على موقع قاعدة بيانات كرة القدم.إي يو (الإنجليزية)
- أنغيلو أوغبونا على موقع ليكيب (الفرنسية)
- أنغيلو أوغبونا على موقع ناشيونال فوتبول تيمز (الإنجليزية)
- أنغيلو أوغبونا على موقع Soccerbase.com (لاعب) (الإنجليزية)
- أنغيلو أوغبونا على موقع Soccerway.com (الإنجليزية)
- أنغيلو أوغبونا على موقع عالم كرة القدم.نت (الإنجليزية)
- أنغيلو أوغبونا على موقع AS.com (الإسبانية)